# Heloísa Raso
Heloísa Helena Raso (Rio de Janeiro, 2 de junho de 1955 — Rio de Janeiro, 31 de outubro de 2019), mais conhecida como Heloísa Raso, foi uma atriz, cantora, bailarina e empresária brasileira.

## Biografia
Filha de adido naval e de uma professora de inglês, Heloísa morou em Londres — onde cursou a Royal Academy of Dance — e nos Estados Unidos — onde estudou na Universidade Católica de Washington. Também foi aluna do Instituto Villa-Lobos e da Escola Nacional de Belas Artes.
Seu primeiro trabalho televisivo foi na telenovela O Grito (1975), depois vieram Anjo Mau (1976) e Estúpido Cupido (1976). Seu personagem nesta última era Ana Maria (cujo tema era "Biquíni de Bolinha Amarelinha", na voz de Ronnie Cord), papel que contribuiu para torná-la símbolo sexual na década de 1970.
Fez outras telenovelas na TV Globo, até Anjo de Mim (1996), seu último trabalho.
Além da televisão, atuou em filmes para cinema, fez dublagem, fotonovelas e radionovelas. Como cantora, fez shows ao lado do então marido Sebastião Tapajós, nos anos 1970. Com ele, gravou em 1975 o LP Samba, Viola e Eu. O Beco (casa noturna de São Paulo), abrigou em 1979 seu espetáculo em que cantou e dançou.
Heloísa, em novo casamento, abandonou a carreira e tornou-se empresária do ramo de anúncios publicitários em táxis e ônibus.

## Morte
Morreu em 2019, aos 64 anos, vítima de um AVC, e está enterrada no cemitério de São João Batista (Rio de Janeiro).

## Filmografia

### Cinema
| Ano  | Título                           | Personagem             |
| ---- | -------------------------------- | ---------------------- |
| 2018 | O Avental Rosa                   | Laura                  |
| 1980 | Os Rapazes da Difícil Vida Fácil | Kátia                  |
| 1980 | A Mulher Que Inventou o Amor     | Colega de Doralice     |
| 1979 | Sábado Alucinante                | Joana                  |
| 1979 | Por um Corpo de Mulher           | Vanda                  |
| 1979 | A Banda das Velhas Virgens       | Marina                 |
| 1975 | Quando as Mulheres Querem Provas | banhista em Copacabana |

### Televisão
| Ano       | Título                   | Personagem              |
| --------- | ------------------------ | ----------------------- |
| 1996      | Anjo de Mim              | Dorotéia                |
| 1991      | Felicidade               | Maria                   |
| 1990      | Lua Cheia de Amor        | Helô (Heloísa)          |
| 1987      | Sassaricando             | Kitty                   |
| 1983      | A Festa É Nossa          | Várias Personagens      |
| 1980      | As Três Marias           | Violeta                 |
| 1979-1982 | Os Trapalhões            | Vários personagens      |
| 1977      | Sinhazinha Flô           | Clotilde                |
| 1977      | Sitio do Picapau Amarelo | Lara, a menina do leite |
| 1976      | Estúpido Cupido          | Aninha                  |
| 1976      | Anjo Mau                 | Vivi                    |
| 1975      | O Grito                  | Arlete                  |
| 1974      | O Espigão                | Cliente de Milu         |